# یغگنادزور
یغگنادزور (به ارمنی: Եղեգնաձոր) یک شهر در ارمنستان است که در استان وایوتس‌جور واقع شده‌است. یـِغِگنادزور مرکز استان وایوتس‌جور ارمنستان است. این شهر در ۱۲۳ کیلومتری جنوب شهر ایروان واقع شده‌است. در کیلومتری شمال یغگنادزور، مرکز استان وایوتس‌جور واقع شده‌است. یغگنادزور بر کرانه رودخانه آرپا قرار دارد و دارای باغ‌های فراوان میوه است.

## ریشه‌شناسی
نام این شهر چندین بارها تغییر کرده‌است. نام کهن آن یغِگیک بوده، از اوایل سده ۱۹ام میلادی تا سال ۱۹۳۵ «کشیش کند» نام داشته، پس از آن به نام «میکویان» (رهبر بولشویک آناستاس میکویان) به آن داده شده و سرانجام یغگنادزور.

## جغرافیا و آب و هوا
یغگنادزور ۶ کیلومتر مربع مساحت و ۷٬۹۴۴ نفر جمعیت دارد و ۱٬۱۹۴ متر بالاتر از سطح دریا واقع شده‌است. در کیلومتری شمال یغگنادزور، مرکز استان وایوتس‌جور واقع شده‌است.

## اقتصاد
شراب‌های تولیدی این شهر از شهرت برخوردارند.

## نگارخانه

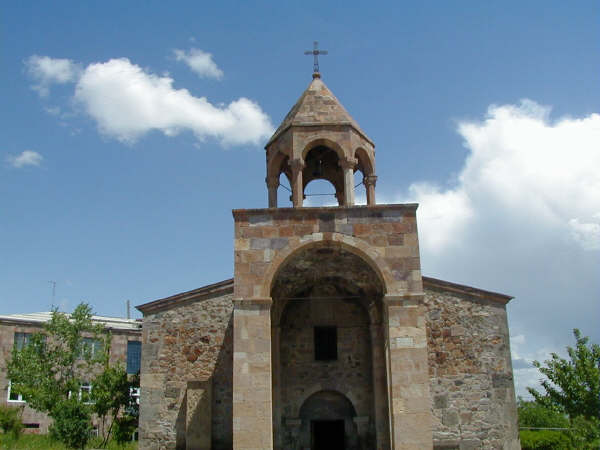
کلیسای Surb Astvatsatsin یغگنادزور
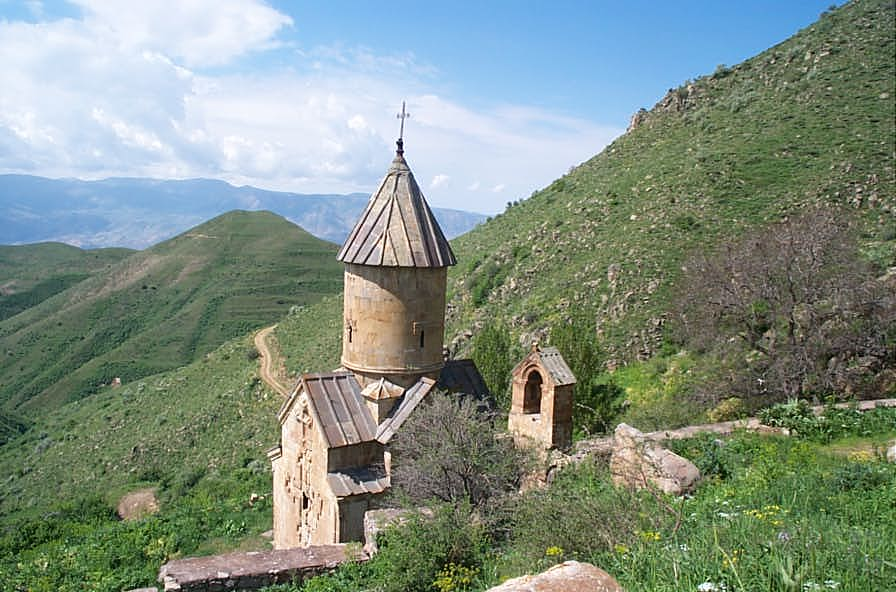
کلیسای Spitakavor Surb Astvatsatsin یغگنادزور
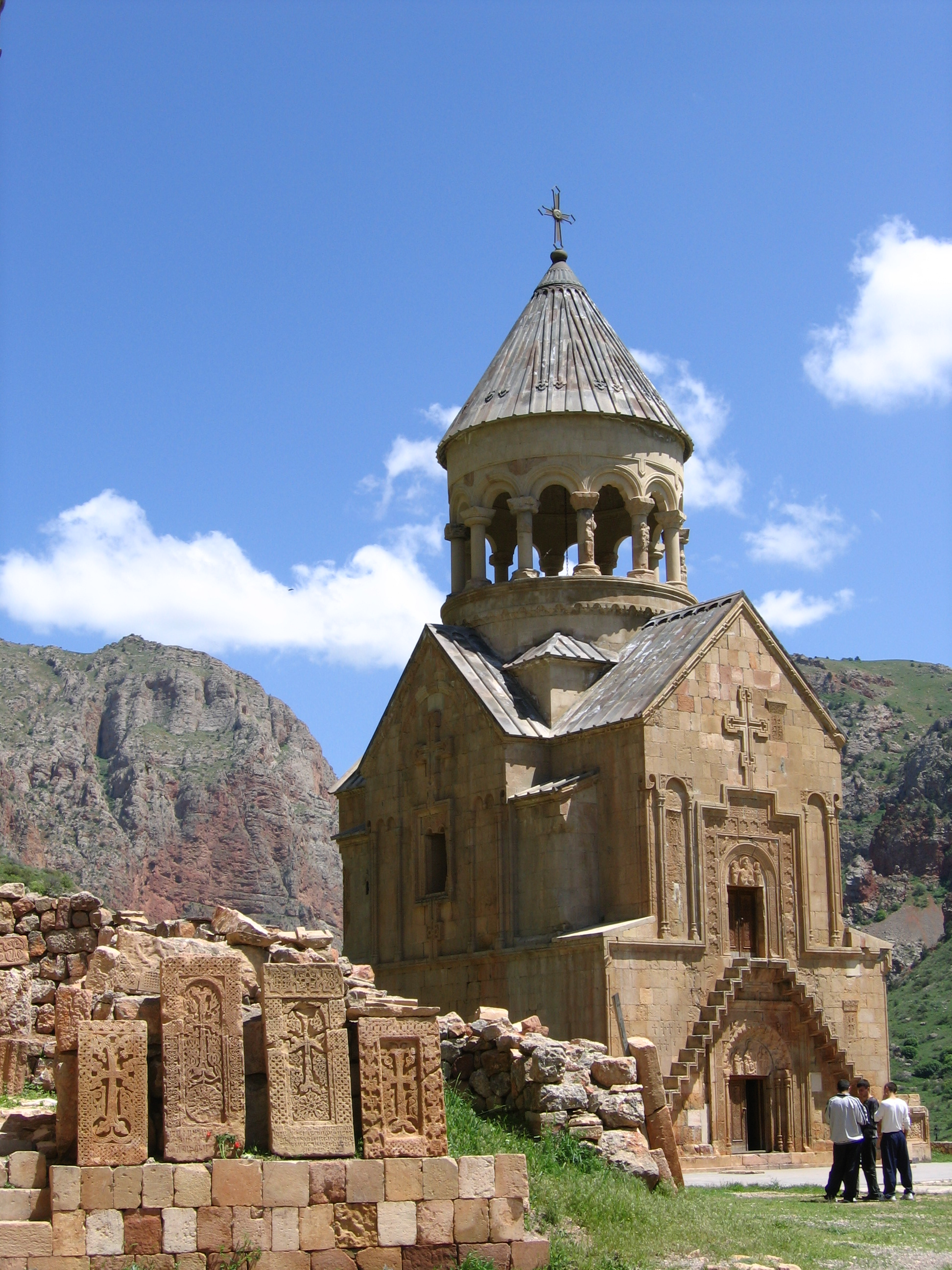
کلیسای Surp Astvatsatsin Noravank
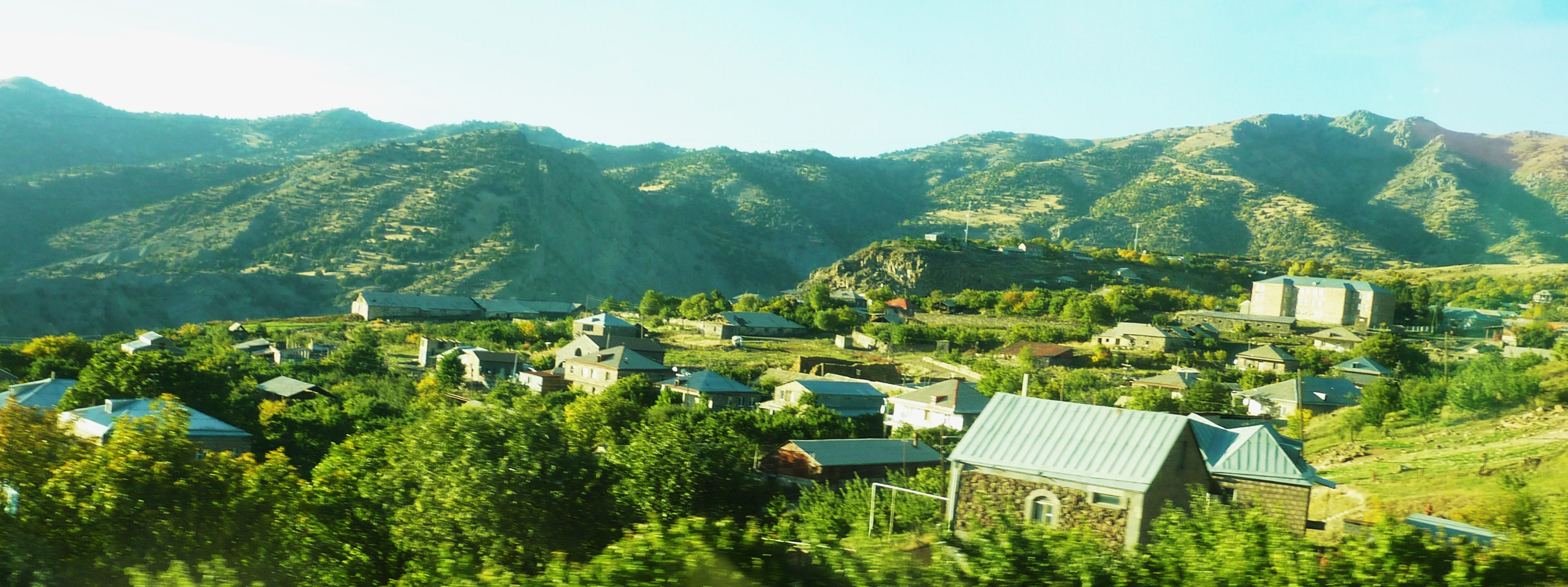
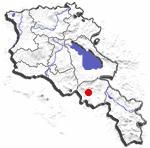
محل یغگنادزور در ارمنستان